# Тушинская детская городская больница
Де́тская городска́я клини́ческая больни́ца и́мени Зои Алексеевны Башля́евой (Ту́шинская детская городская больница, Детская больница № 7) — государственное бюджетное учреждение здравоохранения в районе Северное Тушино Северо-Западного административного округа города Москвы, открытое в 1984 году. Одна из крупнейших больниц в Европе. Имя заслуженного врача России, педиатра Зои Алексеевны Башляевой (1920—2006) больница получила в июне 2014-го.

## История
В апреле 1976 года в московском районе Тушино прошёл Всесоюзный коммунистический субботник, на собранные средства с которого было построено здание детской больницы, получившей название Тушинской. Учреждение стало первым многофункциональным больничным комплексом на 1000 мест, построенным по индивидуальному проекту архитектора Н. В. Фурсова.
В апреле 1984 года больница начала принимать первых больных. В год открытия в больнице трудились около 150 человек. Были открыты четыре педиатрических отделения, приёмное соматическое, рентгенологическое отделения, лаборатория и аптека. В это же время больница стала базой Центрального института усовершенствования врачей.
За последующие четыре года больницу оснастили новейшим на то время медицинским оборудованием из стран-членов Совета экономической взаимопомощи (СЭВ). Также в учреждении начали работать четыре дополнительных педиатрических отделения, четыре хирургических по 60 мест каждое и инфекционный корпус на 350 мест, были открыты три отделения реанимации на 30 мест и операционное отделение на восемь операционных блоков.
В июне 1995 года больницу посетила британская принцесса Диана и подарила медоборудование в качестве благотворительной помощи.
В 2004 году Тушинская больница оказывала срочную помощь детям, пострадавшим в Беслане.
C 2007 года на территории больницы открыта часовня Иконы Божией Матери Целительницы, приписанная к Храму Покрова Пресвятой Богородицы в Братцево. Внутри самой детской больницы расположена комната-филиал часовни.

## Современность
В 2011 году фонд «Федерация» организовал благотворительный концерт, на котором выступили актёры Шерон Стоун, Микки Рурк, Кевин Костнер, Ален Делон, премьер-министр Российской Федерации Владимир Путин и другие. Деньги от мероприятия должны были пойти медицинским учреждениям, в том числе Тушинской больнице. Однако, по данным «Новой газеты», средства больницам поступили только через несколько месяцев после крупного конфликта.
В парке больницы неоднократно проводились мероприятия в рамках социально-художественного проекта « Другая атмосфера». В мае 2012 года художники-участники программы организовали для пациентов имаготерапию — поведенческую терапию с помощью образов. В сентябре того же года художники и пациенты создали инсталляцию «Круг силы», разрисовав полотна, натянутые между деревьями. Через год был проведён перформанс с большими связками белых шаров, которые дети запускали в небо со своими рисунками и посланиями.
В 2013-м в больнице открылись новые отделения: кардиологическое, педиатрическое отделение грудного возраста, отделение для новорождённых и недоношенных детей, расширено отделение реанимации для новорождённых.
В июне 2014 года Тушинской больнице было присвоено имя Зои Алексеевны Башляевой — заслуженного врача России, организатора здравоохранения Москвы, члена Попечительского совета программы «Линия жизни». В том же году банк ВТБ профинансировал приобретение аппарата искусственной вентиляции лёгких для отделения реанимации и интенсивной терапии. 21 мая 2014 года Тушинская больница отметила 30-летие со дня основания.
14 марта 2016 года на базе Тушинской больницы открылась школа для родителей детей с хроническими прогрессирующими заболеваниями: диабетом, бронхиальной астмой, эпилепсией и другими. Занятия ведут врачи и психологи, которые объясняют, как помогать таким детям и самим избегать стресса. С 2016-го в больнице проходят дни открытых дверей, где специализированные врачи предоставляют помощь нуждающимся детям. Приём ведётся бесплатно без предварительной записи.
Медицинские сотрудники больницы занимаются научными работами, среди них есть изучение следующих тем: респираторная поддержка при переводе детей на самостоятельное дыхание, диагностика и лечение детей с магнитными инородными телами желудочно-кишечного тракта и другие.
В больнице существует музей проглоченных предметов, экспонатами которого являются гвозди, крышки от шампуня, монеты, батарейки, заколки, магниты, шарики, женские перстни, монтажная пена и многое другое, извлечённые из желудков маленьких пациентов. Музей закрыт для общественного посещения и работает только для внутреннего пользования.

## Награды
- В 2007 году правительство Москвы наградило Тушинскую больницу Почётной грамотой за заслуги перед городским сообществом[20].
- На XVI ассамблее «Здоровье Москвы» по итогам 2017 года Тушинской больнице присвоили статус лучшей детской больницы[21].